# Wojna Aten ze sprzymierzeńcami
Wojna Aten ze sprzymierzeńcami – konflikt zbrojny w latach 357–355 p.n.e. między Atenami a dotychczasowymi sprzymierzeńcami i byłymi państwami członkowskimi II Ateńskiego Związku Morskiego: Chios, Rodos, Bizantion i Kos, do których po bitwie na Chios dołączyła się większość byłych członków Związku.
Przyczyną wojny była stopniowa zmiana polityki Aten wobec sprzymierzeńców wyrażająca się wzrostem lekceważenia sojuszników i dyktowaniem polityki Związku zgodnie z interesami Ateńczyków.
Bezpośrednim powodem zerwania między dotychczasowymi sojusznikami było opanowanie wyspy Samos przez Ateny, której los sojusznicy odebrali jako ostrzeżenie dla siebie, chociaż nie była ona członkiem Związku.
Ważniejsze wydarzenia:
- 357 p.n.e. – początek rozpadu II Ateńskiego Związku Morskiego i wybuch wojny
- 357 p.n.e. – bitwa na Chios, zakończona porażką Ateńczyków i śmiercią ich wodza Chabriasa
- 355 p.n.e. – bitwa morska pod Embata, zakończona porażką wodza ateńskiego Charesa
- 355 p.n.e. – zawarcie pokoju: Ateny uznały niepodległość zbuntowanych miast i wysp oraz ich wystąpienie ze Związku Morskiego